# Helico
Helico war ein bei Plinius dem Älteren überlieferter sagenhafter helvetischer Schmied, der aus Rom getrocknete Feigen, Trauben, Olivenöl und Wein in seine Heimat gebracht haben soll.  Die Kelten, denen diese Leckereien bislang unbekannt waren, sollen daraufhin beschlossen haben, die Alpen zu überqueren, um in Italien einzufallen.
Ein historischer Hintergrund dieser Überlieferung ist nicht feststellbar, sie ist der Sage zuzuordnen. Ihre Herkunft ist unbekannt.

## Quelle
- Plinius der Ältere, Naturalis historia 12,5 (deutsche Übersetzung).